# Красна Поляна (Красноуфімський міський округ)
Кра́сна Поля́на (рос. Красная Поляна) — присілок у складі Красноуфімського міського округу (Натальїнськ) Свердловської області.
Населення — 172 особи (2010, 227 у 2002).
Національний склад станом на 2002 рік: росіяни — 93 %.